# Lilla Tolsjön
Lilla Tolsjön är en sjö i Laxå kommun i Västergötland och ingår i Norrströms huvudavrinningsområde.